# Etapa central del sistema de lanzamiento espacial
La etapa central del Sistema de Lanzamiento Espacial, o simplemente etapa central, es la etapa principal del cohete estadounidense Space Launch System (SLS), construido por The Boeing Company en la NASA Michoud Assembly Facility. Con 65 m (212 pies) de altura y 8,4 m (27,6 pies) de diámetro, la etapa central contiene aproximadamente 987 t (2.177.000 lb) de sus propulsantes criogénicos de hidrógeno líquido y oxígeno líquido. Propulsada por 4 motores RS-25, la etapa genera aproximadamente 7,44 MN (1.670.000 lbf) de empuje, cerca del 25% del empuje del Sistema de Lanzamiento Espacial en el despegue, durante aproximadamente 500 segundos, propulsando la etapa sola durante los últimos 375 segundos de vuelo. La etapa eleva el cohete a una altitud aproximada de 162 km antes de separarse, reentrando en la atmósfera sobre el Océano Pacífico.
La etapa central se originó en 2011, cuando se definió la arquitectura del Sistema de Lanzamiento Espacial en su conjunto. Tras el fin del programa del transbordador espacial y la cancelación de su futuro sustituto, el programa Constellation, surgió el SLS, un vehículo de lanzamiento superpesado destinado a los vuelos espaciales tripulados a la Luna. La etapa principal es la primera etapa de nuevo desarrollo del SLS; la ICPS (etapa de propulsión criogénica provisional) y los propulsores de cinco segmentos son adaptaciones del hardware existente, que serán sustituidos por la etapa superior de exploración y los propulsores BOLE, respectivamente.
La producción de las etapas centrales comenzó en 2014, pero se vio acosada por numerosas dificultades en la producción y las pruebas, lo que retrasó varios años la preparación de la primera etapa central. La etapa central voló por primera vez el 16 de noviembre de 2022, en la misión Artemis I, en la que funcionó con éxito. A partir de 2024, la segunda etapa central estará terminada, la tercera y cuarta etapas centrales estarán en producción y se habrá comenzado a trabajar en la quinta y sexta, cuya producción está pendiente de la transferencia de las operaciones del SLS a Deep Space Transport, el futuro operador del vehículo.

## Diseño
La etapa central consta de cinco secciones principales: la sección del motor, el tanque de hidrógeno líquido (LH2), el intertanque, el tanque de oxígeno líquido (LOx) y la falda delantera. Estos elementos pueden dividirse a su vez en diez secciones de barril, cuatro cúpulas y siete anillos, formando en conjunto la estructura de la etapa de cohete.

### Propulsión principal

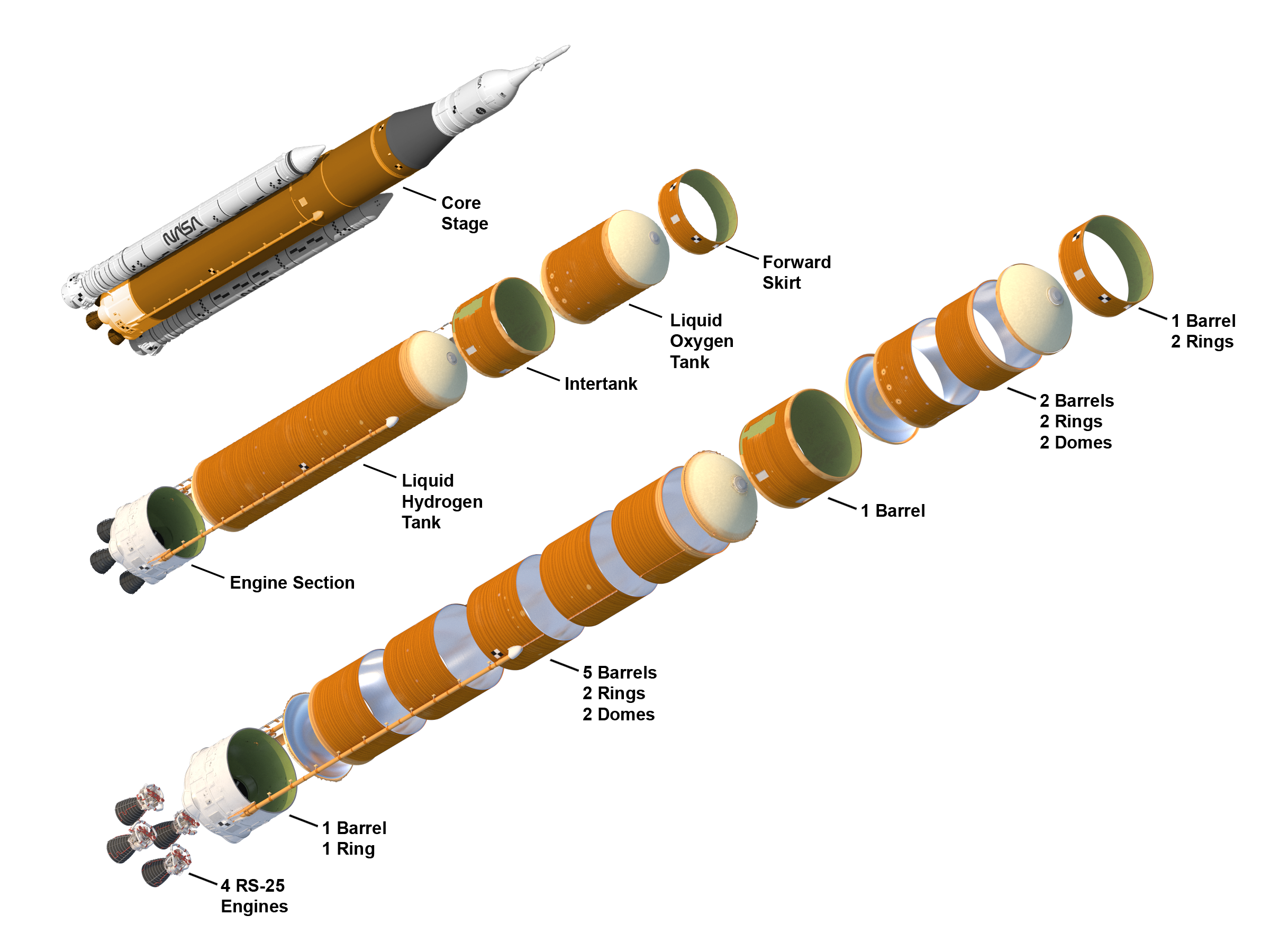
Estructura de la etapa central

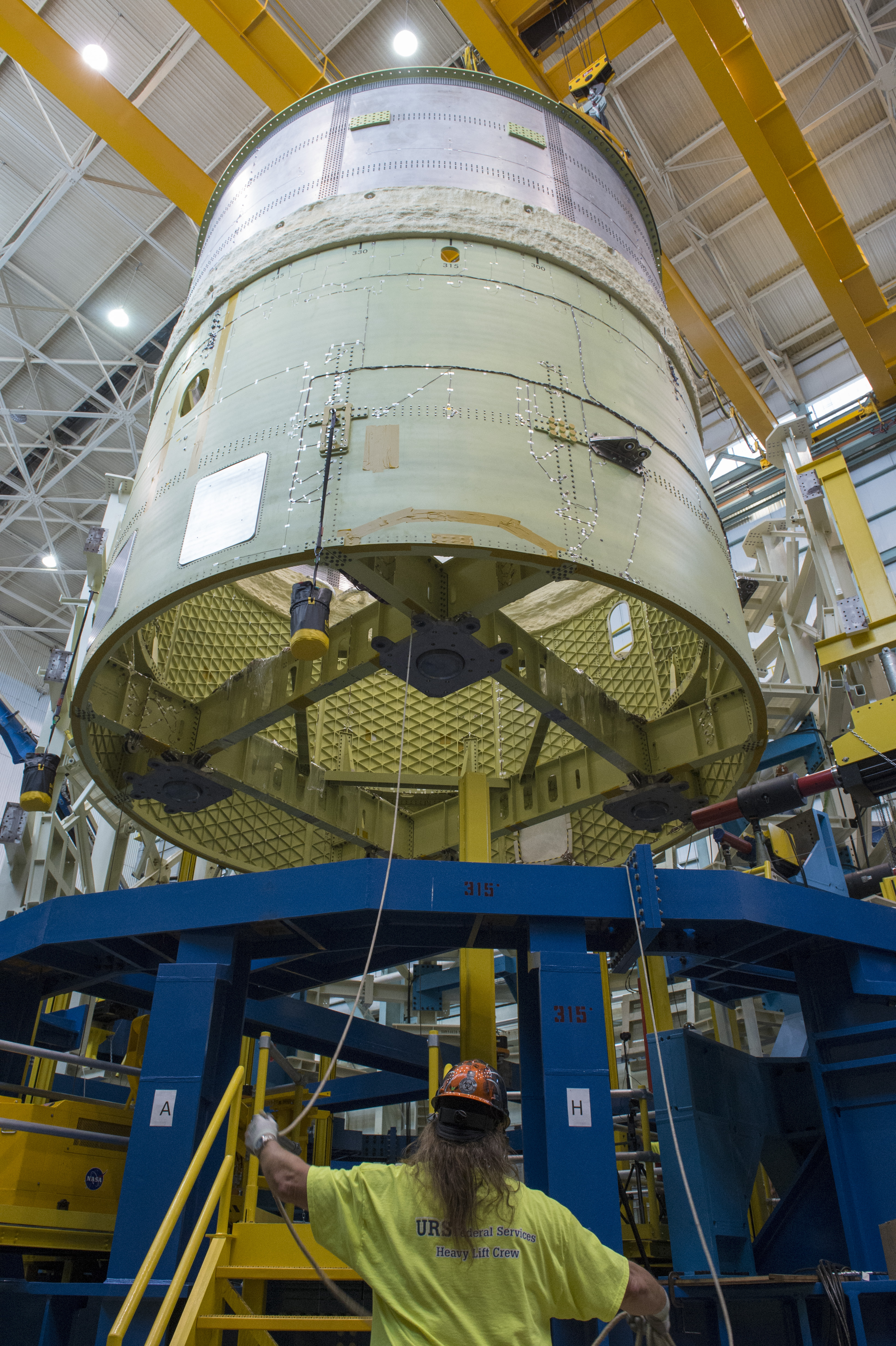
Artículo de prueba estructural sección del motor con estructura de empuje

La etapa principal está propulsada por 4 motores RS-25 alojados en el interior de la sección de motores situada en la base de la etapa. Los motores están asociados al sistema de propulsión principal, que apoya a los motores en su funcionamiento, permitiéndoles bascular, o desviarse, para controlar el cohete, suministrarles propulsantes de hidrógeno líquido y oxígeno líquido, y mantener presurizados los tanques de propulsante. Para cumplir esta función, el sistema de propulsión principal está equipado con sistemas hidráulicos que mueven las campanas de los motores para permitir su giro, sistemas neumáticos para accionar las numerosas válvulas del cohete, un sistema presurizador para suministrar propulsantes gaseosos a los tanques y grandes cantidades de conductos. El sistema neumático se mantiene presurizado mediante helio almacenado en cinco recipientes a presión recubiertos de material compuesto dentro de la sección del motor, mientras que la energía hidráulica la proporciona una unidad de potencia auxiliar denominada CAPU, que en las dos primeras etapas del núcleo es hardware directamente reutilizado del transbordador espacial. La CAPU es una turbina accionada por helio gaseoso presurizado durante el arranque del vehículo y, a continuación, por hidrógeno gaseoso, a diferencia de lo que ocurría en el transbordador espacial, cuando era accionada por el flujo de hidracina. El sistema hidráulico alimentado por la CAPU también incluye los actuadores del cardán que a su vez desvían los motores RS-25. Estos actuadores, al igual que las CAPU, son piezas reutilizadas directamente del transbordador espacial en las primeras etapas de producción del núcleo. El sistema de propulsión principal trabaja para reducir el riesgo de incendio en la sección de motores: mientras se prepara para el trabajo y el mantenimiento, la sección de motores se purga con aire limpio; en la plataforma de lanzamiento, durante los preparativos del vuelo, el espacio se llena con gas nitrógeno suministrado desde los equipos de apoyo en tierra para mitigar la acumulación de gases peligrosos como el hidrógeno o el oxígeno. Antes del vuelo, la etapa central también recibe todos sus suministros a través del MPS, con los propulsores y el presurizador de helio fluyendo a través de las conexiones de desconexión rápida del umbilical del mástil de servicio de cola, interconectándose con el vehículo en una placa situada en la sección del motor.

#### Estructuras de empuje

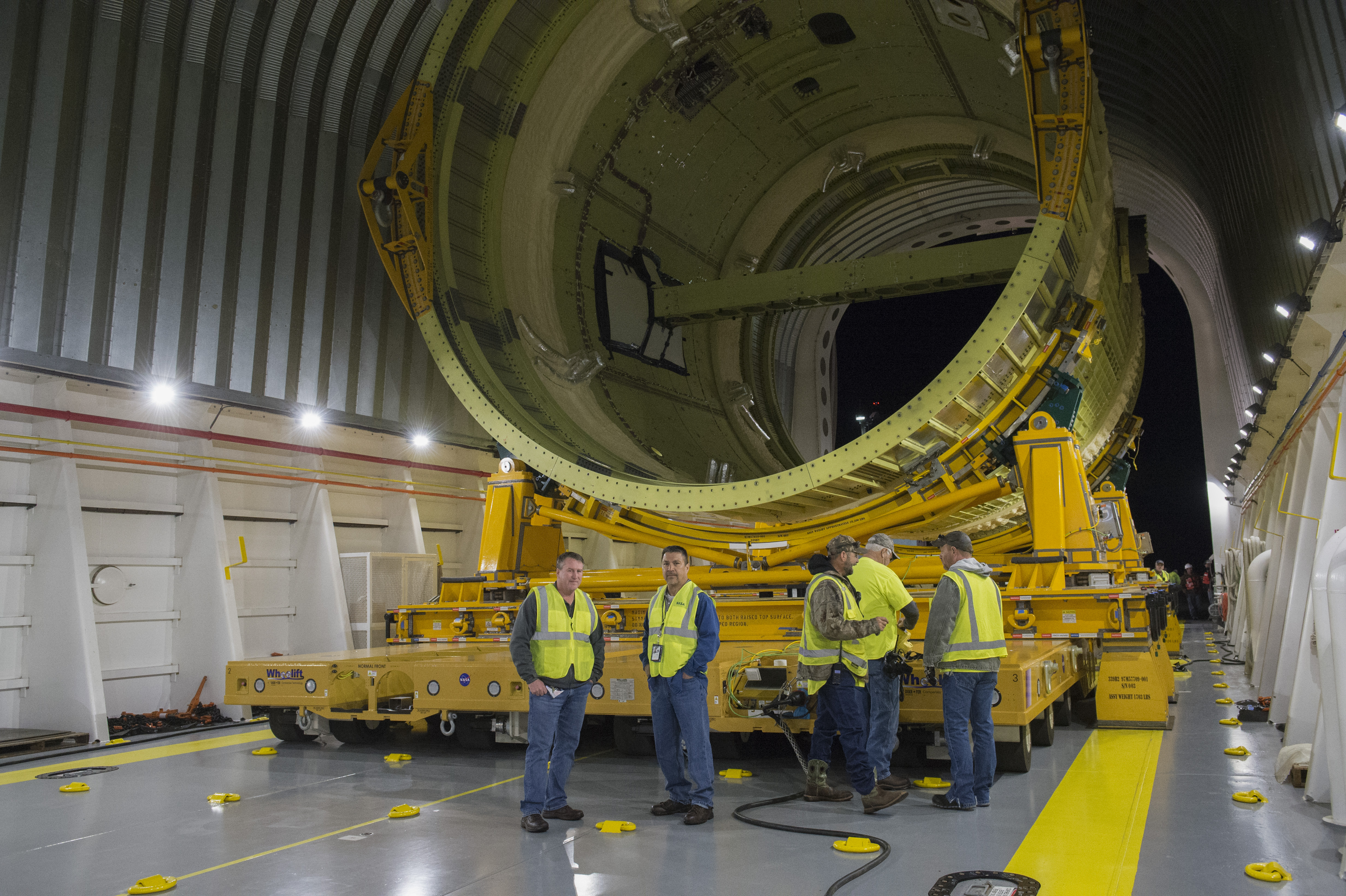
Artículo de prueba estructural intertanque con viga de empuje

Tanto la sección del motor como el intertanque de la etapa central cuentan con grandes estructuras de empuje, que transmiten las fuerzas de empuje (la primera de los motores RS-25 de la etapa central, la segunda de los propulsores gemelos de un vehículo SLS) a través del vehículo. La estructura de empuje de los motores también permite que los motores RS-25 de la etapa puedan montarse sobre cardanes. Cada motor lleva montado un punto de fijación en la base de la estructura de empuje, mientras que su sistema hidráulico de vectorización del empuje está instalado en la parte superior de esa misma estructura. La estructura de empuje de la sección del motor está atornillada y fijada dentro del barril cilíndrico de la sección del motor.La viga de empuje intertanque, montada con el intertanque mucho más arriba en el vehículo, es una viga única que, junto con la estructura atornillada engrosada y reforzada del propio intertanque, permite transmitir el empuje de los cohetes propulsores sólidos a través de la etapa.

#### Depósitos de propulsante

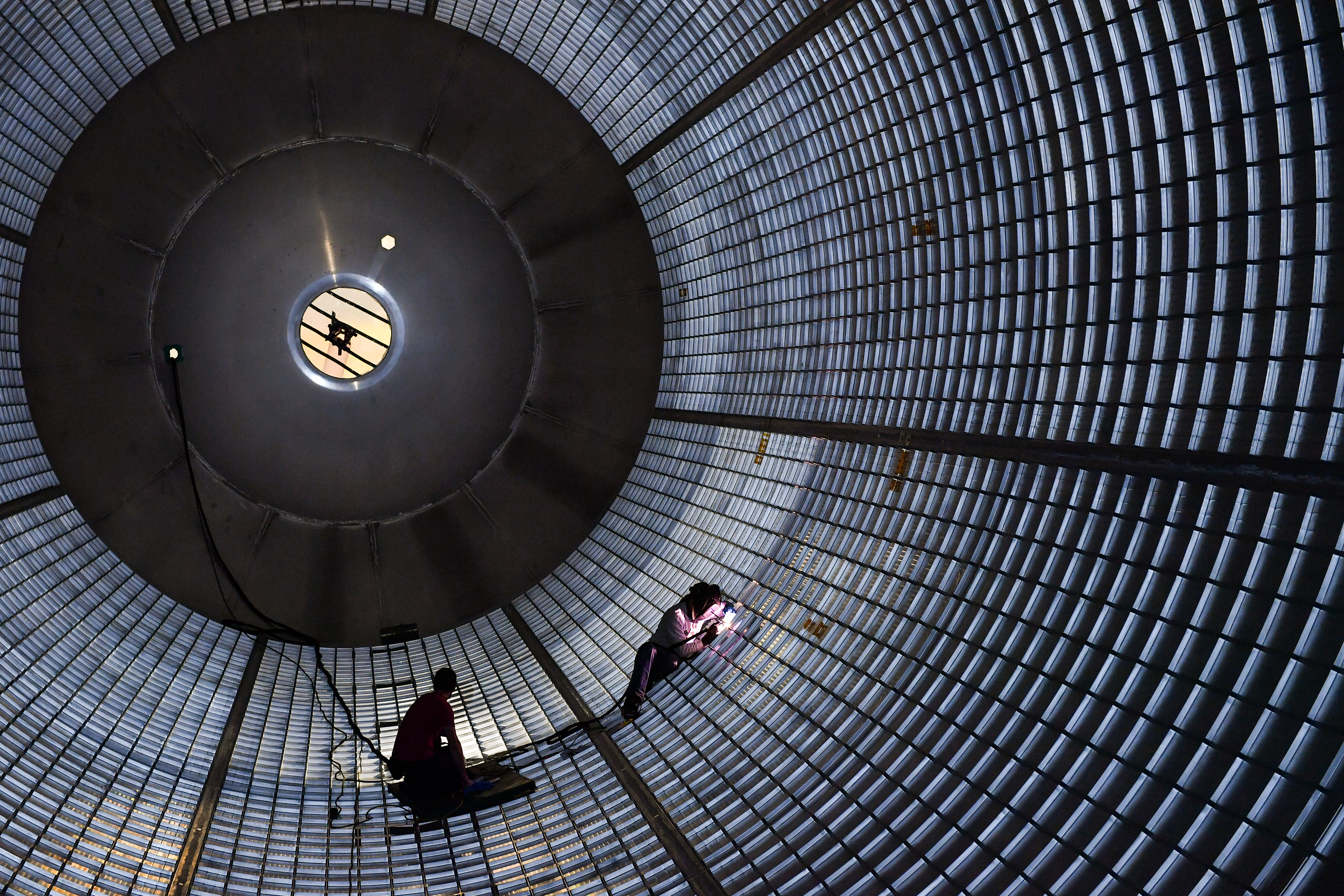
Soldadura de tapón del depósito de LH2 mostrando la estructura interna

Las estructuras más grandes de la etapa central son sus tanques de propulsante, construidos para transportar aproximadamente 987 toneladas de propulsantes criogénicos, hidrógeno líquido y oxígeno líquido. Las temperaturas criogénicas extremadamente bajas de estos fluidos -182,8 °C (-297,0 °F) para el oxígeno líquido y -252,8 °C (-423 °F) para el hidrógeno líquido- provocan un encogimiento sustancial de los tanques de propulsante. El tanque de hidrógeno líquido se encoge unos 15 cm (6 pulgadas) de longitud y 2,5 cm (1 pulgada) de diámetro después de llenarse, mientras que el tamaño del tanque de oxígeno líquido disminuye 3,8 cm (1,5 pulgadas) de longitud y 1,3 cm (0,5 pulgadas) de diámetro. Por lo tanto, todo el hardware unido a los tanques de propulsante debe montarse utilizando fuelles que les permitan ajustarse con flexibilidad a los cambios de tamaño de los tanques de propulsante.

#### Herencia y diferencias del Transbordador Espacial
El diseño de la etapa central pretendía hacer uso de los conocimientos y la experiencia adquiridos en el programa del Transbordador Espacial, de forma similar al resto del Sistema de Lanzamiento Espacial. Esto se refleja en aspectos como el diámetro de 8,4 m del cohete, idéntico al del tanque externo del transbordador espacial, mientras que las líneas de alimentación y los conductos están diseñados para hacer uso de los diseños de válvulas y conectores existentes. Sin embargo, la etapa central también es significativamente diferente del tanque externo. No hay ninguna estructura en el tanque externo comparable a la sección de propulsión principal de la etapa central, que es análoga a la sección de propulsión principal que ocupaba la cola del orbitador Shuttle. La etapa central también está fabricada con una aleación de aluminio diferente y más dura que la de la versión definitiva del tanque externo, que era más ligera pero más difícil de trabajar.La construcción estructural de los tanques de propulsante de la etapa central también es diferente a la del tanque externo del transbordador, en parte mediante un uso más extenso de la soldadura por fricción, mientras que los largueros de la etapa central se fresan a partir de la pieza de trabajo en lugar de remacharse.
|                                    | Fase central del SLS (2022-)                         | SLWT (1998-2010)                                   | LWT (1982-1999)                                    |
| ---------------------------------- | ---------------------------------------------------- | -------------------------------------------------- | -------------------------------------------------- |
| Sección del motor                  | Si                                                   | No                                                 | No                                                 |
| Capacidad del propulsor            | 317 000 lb (143,8 t) LH2, 1 860 000 lb (843,7 t) LOX | 231 000 lb (104,8 t) LH2, 1 380 000 lb (626 t) LOX | 231 000 lb (104,8 t) LH2, 1 380 000 lb (626 t) LOX |
| Diámetro                           | 27,6 pies (8,4 m)                                    | 27,6 pies (8,4 m)                                  | 27,6 pies (8,4 m)                                  |
| Material de la estructura primaria | Al-Cu 2219                                           | Al-Li 2195                                         | Al-Cu 2219                                         |
| Unión                              | Agitación por fricción                               | Arco de plasma, agitación por fricción posterior   | Arco de plasma                                     |
| Estructura del depósito de LH2     | Ortogrilla mecanizada                                | Ortogrilla mecanizada                              | Refuerzo en T                                      |
| Estructura del depósito de LO2     | Ortogrilla mecanizada                                | Monocasco                                          | Monocasco                                          |
| Estructura entre depósitos         | Refuerzo mecanizado integral                         | Larguero exterior remachado, bastidor interior     | Larguero exterior remachado, bastidor interior     |

## Fabricación
Boeing fabrica principalmente la etapa central del SLS en la Michoud Assembly Facility de Nueva Orleans, propiedad de la NASA, donde anteriormente se fabricaban el tanque externo del transbordador espacial y el S-IC del Saturno V.

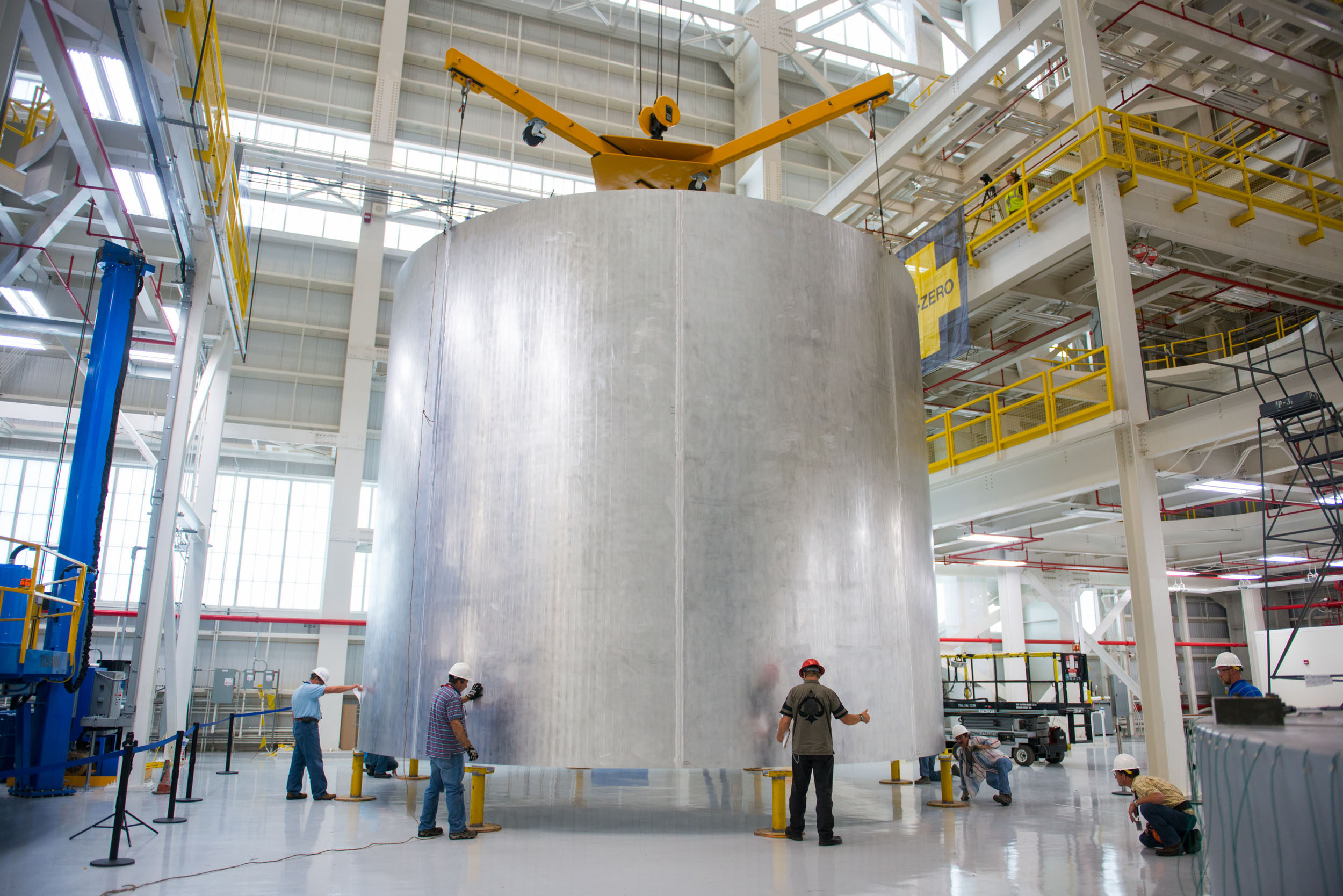
Una sección de barril de tanque propulsor, destinada al tanque CS-1 LH2

En la fabricación primaria de la etapa de núcleo se utilizan varias herramientas. Entre ellas se encuentran la Herramienta de Soldadura de Cúpula Circunferencial (CDWT) y la Herramienta de Soldadura Gore (GWD), ambas utilizadas junto con la Herramienta de Soldadura Robótica Mejorada (ERWT), el Centro de Soldadura Vertical (VWC), la Herramienta de Anillo Segmentado (SRT) y el Centro de Ensamblaje Vertical (VAC).En general, estas herramientas están diseñadas para permitir la soldadura por fricción-agitación, tanto autorreactiva como convencional, circunferencial y lineal, de la aleación de aluminio-cobre 2219 de gran parte de la etapa del núcleo.Entre las herramientas adicionales se incluyen la plantilla de ensamblaje de suelo (FAJ)y la herramienta de ensamblaje final intertanque (IFAT).

### Principales elementos estructurales

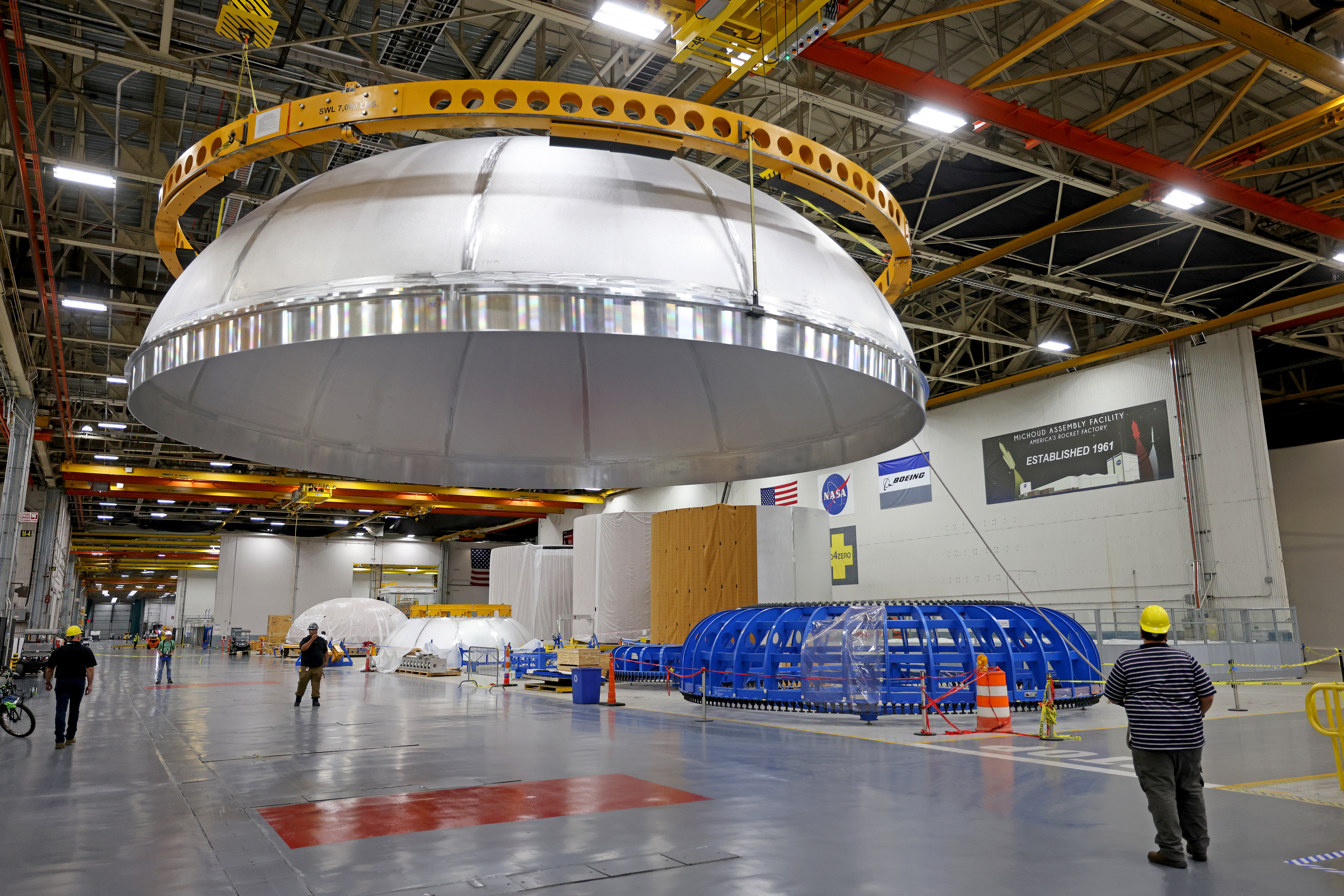
Cúpula LOx delantera de CS-4, una de las cuatro cúpulas de una etapa central

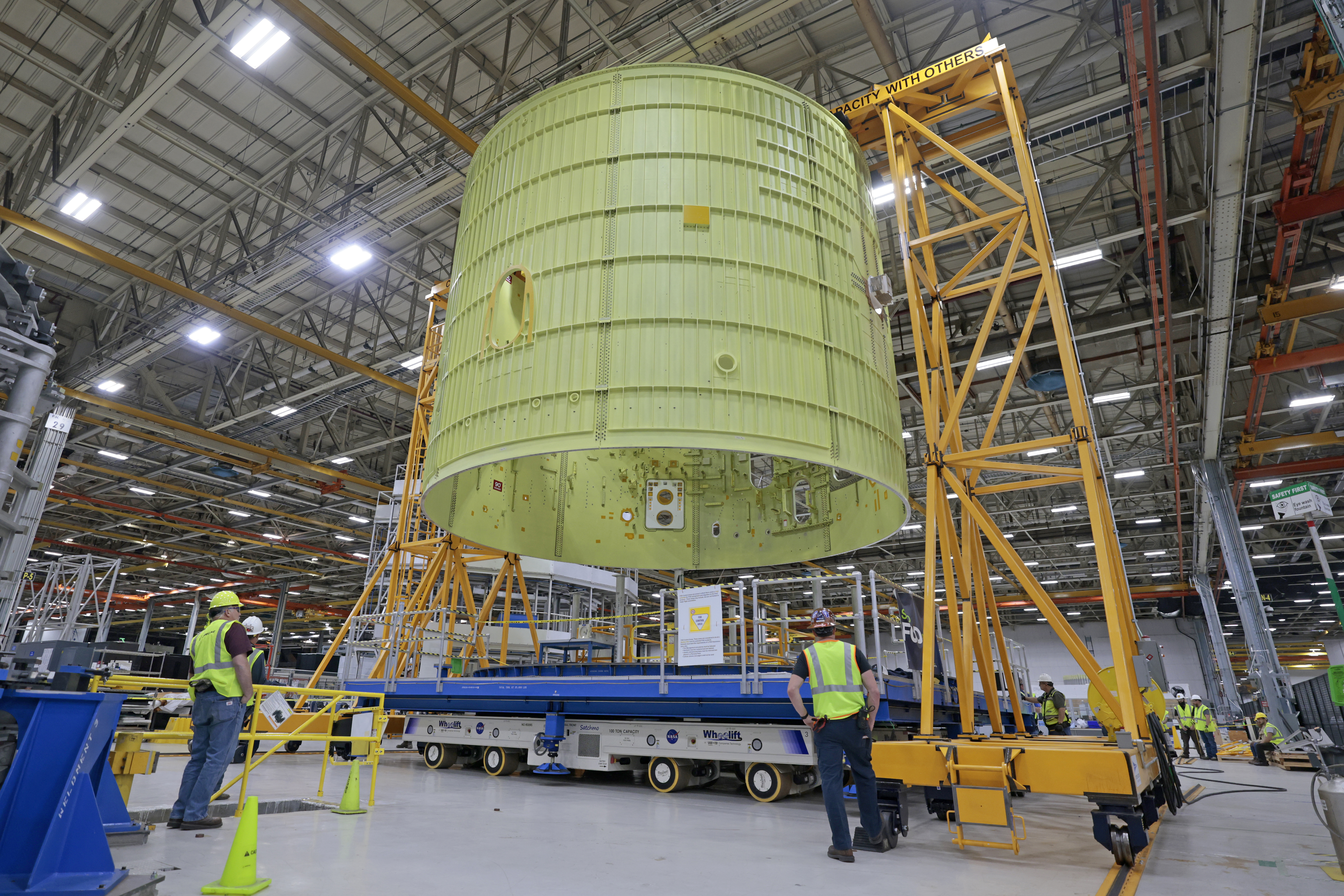
CS-3 intertank, estructuralmente completo

Los dos tanques de propulsante de la etapa principal (las estructuras "húmedas") están formados por varios barriles, dos anillos y dos cúpulas. Un barril está formado por ocho "paneles" unidos verticalmente de forma lineal, soldados en el VWC. Cada cúpula se fabrica a partir de 12 paneles, unidos primero a una cúpula en el GWT, un anillo en Y y una tapa final, unidos mediante soldaduras convencionales de fricción circunferencial. Estos elementos se ensamblan en cúpulas enteras en el CDWT. Los anillos segmentados, utilizados para conectar cúpulas y barriles y proporcionar rigidez, se fabrican utilizando el SRT. A continuación, estos elementos se sueldan circunferencialmente en el VAC, comenzando con una cúpula delantera, luego los barriles, uno por uno -5 para un tanque de LH2, 2 para un tanque de LOx- y luego la cúpula de popa. Con los anillos de rigidez instalados, estos elementos conforman un tanque de propulsante. Tras el montaje inicial, los tanques se someten a pruebas y reparaciones. La radiografía de rayos X se utiliza para inspeccionar la calidad de las soldaduras. Cualquier defecto en las soldaduras se corrige mediante técnicas automatizadas y manuales. Fue necesario un desarrollo tecnológico sustancial para permitir la soldadura por fricción y agitación autorreactiva de los tanques de propulsante de la etapa central, ya que el metal que compone sus paredes es más grueso que cualquier otro unido anteriormente mediante esta técnica.

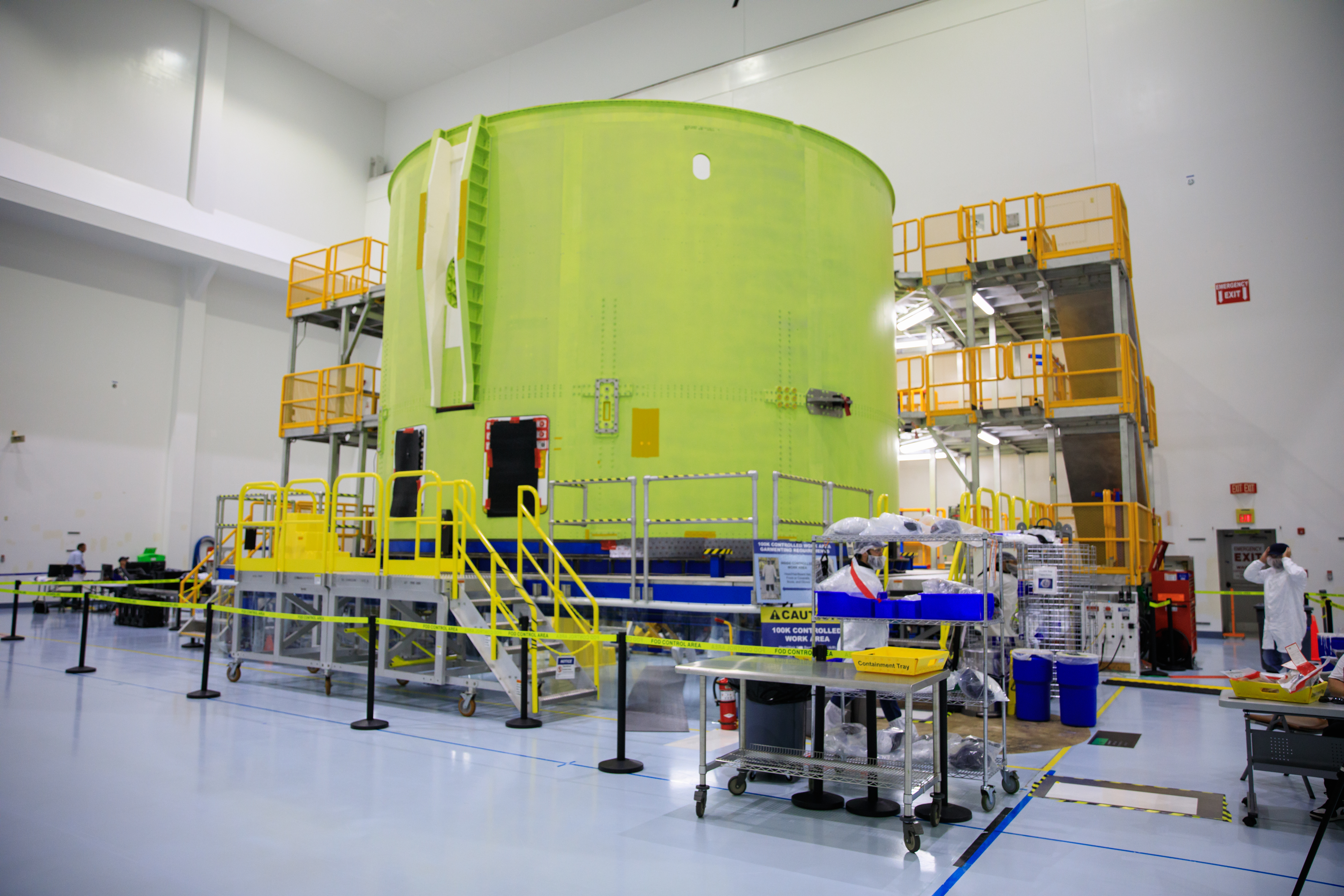
Sección del motor CS-3 en fase de integración

El Intertank de la etapa central se fabrica de forma bastante diferente a los demás elementos. Al ser una estructura "seca", no sólo debe soportar las cargas de la propia etapa del núcleo, sino también el empuje de los cohetes propulsores sólidos gemelos del SLS, que transmiten dichas cargas. Además, al ser una estructura seca, no está presurizada como los tanques de propulsante. En consecuencia, cuenta con nervaduras de refuerzo externas y una estructura más gruesa,que prohíbe el uso de soldadura para el ensamblaje; por lo tanto, el intertanque se atornilla a partir de ocho paneles utilizando más de 7500 elementos de fijación. En el momento en que los paneles del intertanque se atornillan entre sí, se pintan previamente con imprimación protectora.
A Forward Skirt adapta la etapa central al adaptador de la etapa del vehículo de lanzamiento en el bloque 1 del SLS y a la interetapa de la etapa superior de exploración en el bloque 2 del SLS. Considerada la menos complicada y compleja de las estructuras "secas", su montaje es más sencillo y lleva menos tiempo que el de cualquiera de los otros elementos principales de la etapa núcleo.Los paneles anulares que la componen, junto con las bridas del anillo adaptador, se cubren con imprimación anticorrosión antes del montaje estructural.
La Sección de Motores es el elemento más complejo de la etapa núcleo, así como del Sistema de Lanzamiento Espacial en su conjunto. La adquisición de sus piezas y su ensamblaje son los elementos que más tiempo llevan en la fabricación de una etapa central,y a partir de la CS-3, las secciones de motor se integran en la Instalación de Procesamiento de la Estación Espacial (SSPF) en el Centro Espacial KennedyEl ensamblaje estructural de todas las secciones de motor tiene lugar en la Instalación de Ensamblaje Michoud. Los elementos estructurales constan de un barrilete soldado (compuesto por 8 paneles), un anillo de acoplamiento, utilizado para adaptar la sección del motor al depósito de LH2, y una estructura de empuje, cuya estructura está atornillada. A continuación, estas estructuras se alinean en la FAJ, junto con determinados elementos como soportes para equipos, y se atornillan con aproximadamente 2.000 elementos de fijación.Una vez finalizado el ensamblaje estructural primario de la sección del motor, ésta pasa a la fase "limpia" de fabricación, durante la cual se mantiene en un entorno controlado. Para las secciones del motor integradas en la Michoud Assembly Facility, se instalaron pequeños recintos con esclusas alrededor del artículo, que se desmontaban y reconstruían cuando era necesario. En cambio, para el montaje en la SSPF, la etapa se mantiene en un edificio controlado con esclusa. Aquí se realiza la instalación del hardware. Se unen las tuberías de los sistemas hidráulico y neumático, así como los conductos para los propulsores criogénicos del cohete. Se añade e instala el cableado eléctrico a los arneses y se instala el hardware y la instrumentación de aviónica. Una vez completadas estas instalaciones, los subconjuntos más grandes, como las plataformas de control del vector de empuje y los tanques de helio, se elevan desde arriba hasta la sección del motor y se instalan. Además, se instala una cola de barco, la base de la sección del motor.

#### Sistema de protección térmica

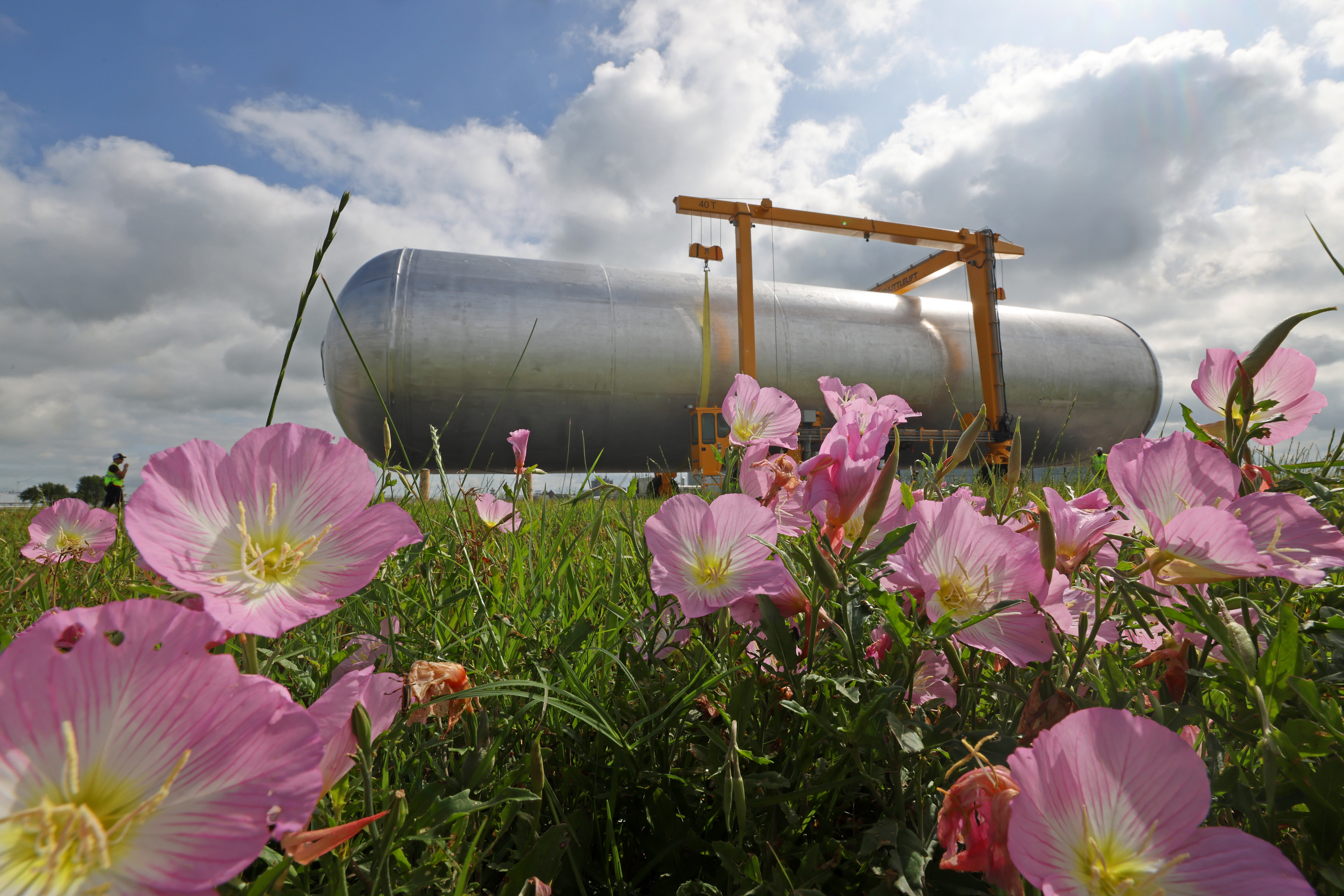
Tanque LH2 estructuralmente completo para CS-3

Una vez que los tanques de propulsante están estructuralmente terminados, se someten a un proceso de acabado que protege la estructura de la corrosión y las cargas térmicas. Cada tanque se cubre con una imprimación anticorrosión de óxido de zinc, rociada con máquinas automatizadas. A continuación, los tanques reciben su sistema de protección térmica de espuma rociada, que da al escenario su distintivo aspecto naranja. Este aislamiento en sí se compone de isocianatos y una mezcla de polioles, separados antes de su aplicación, y mezclados en un cabezal de rociado que les permite liberarse en forma de espuma. Los tanques se giran hasta una orientación horizontal, donde las superficies principales se rocían robóticamente con material aislante. Mientras reciben la aplicación del sistema de protección térmica, los tanques se rotan a unas 2 rotaciones por minuto para recibir una cobertura uniforme. Todas las etapas del núcleo tenían sus secciones de barril rociadas robóticamente; a partir de la segunda etapa del núcleo, las cúpulas de los tanques también se rocían robóticamente. La pulverización automatizada requiere condiciones de temperatura y humedad específicamente controladas, mientras que la pulverización manual es más flexible en sus requisitos ambientales.Después de estas pulverizaciones masivas, se recorta el aislamiento de los tanques en determinadas zonas críticas, como los puntos de fijación de la placa base del túnel del sistema, los puntos de montaje de la instrumentación de vuelo y los soportes para las líneas de propulsante.El resultado final es una capa de espuma aislante de 3,0 cm (1,2 pulgadas) de espesor en el tanque de LH2, con determinadas zonas cubiertas por hasta 5,1 cm (2,0 pulgadas) de aislamiento.
También se aplica aislamiento por pulverización a dos de los elementos secos, el intertanque y el faldón delantero. El faldón delantero recibe la aplicación de TPS cuando se coloca en una plataforma giratoria y gira alrededor de un cabezal de pulverización robotizado fijo que aplica la espuma. Por el contrario, el intertanque debe someterse a una gran cantidad de pulverización manual antes de recibir una pulverización automatizada de la superficie. Su estructura de refuerzo externo crea bolsas, que son rellenadas individualmente por trabajadores con herramientas de pulverización portátiles.

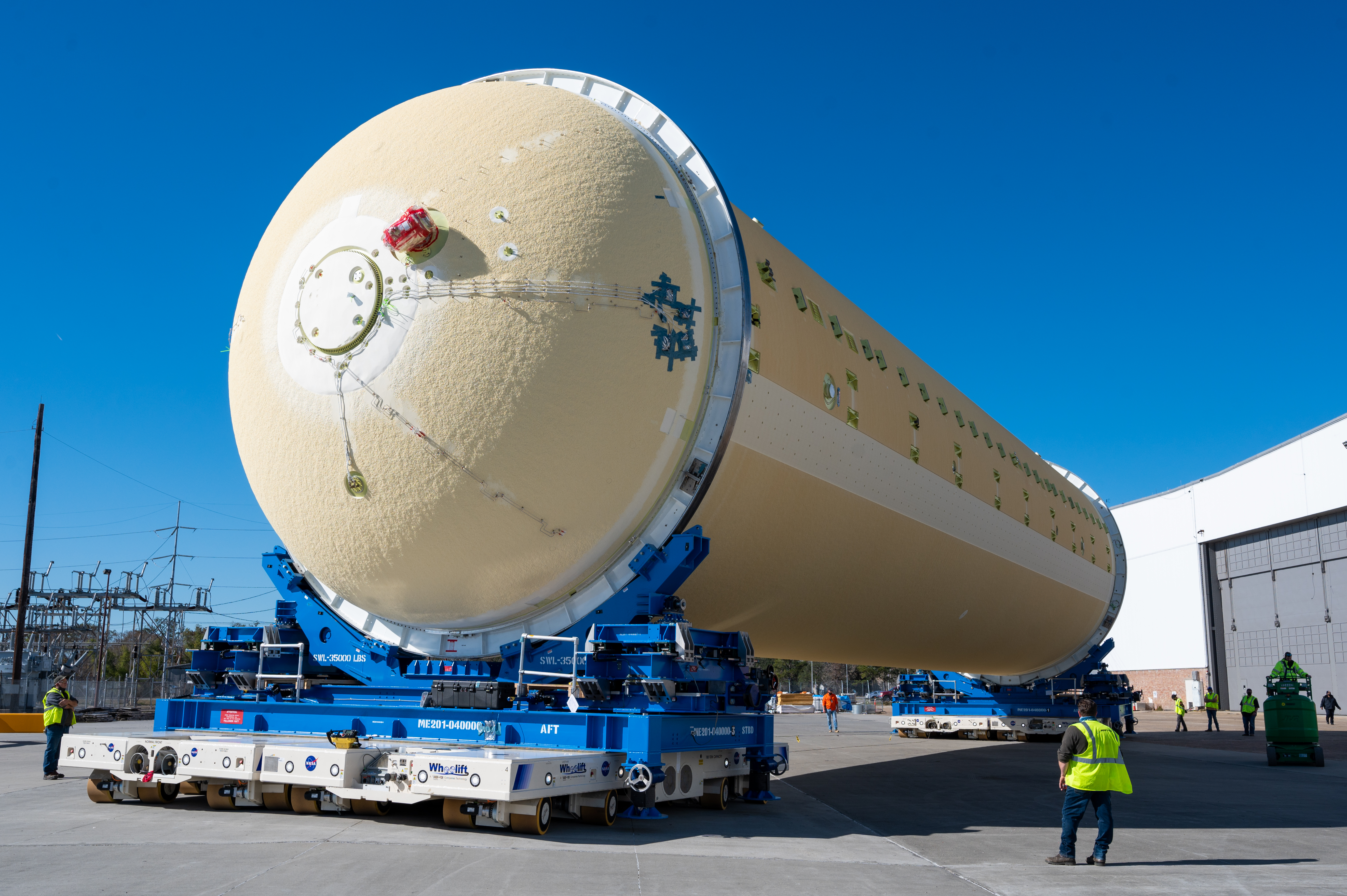
Tanque LH2 del CS-2 tras la aplicación del sistema de protección térmica (TPS)

La sección del motor recibe una aplicación del sistema de protección térmica diferente a la del resto del escenario. Dado que las cargas térmicas previstas son superiores a las de las demás estructuras, se cubre con planchas de corcho P50, una sustancia compuesta de corcho triturado y aglutinantes fenólicos. Estas láminas se fijan a la sección del motor con cola adhesiva y luego se pintan con pintura blanca Hypalon que forma una barrera contra la humedad. Para la secuencia de pruebas Green Run, la sección del motor Artemis I recibió un tratamiento de protección térmica único que incluía una capa de cinta de papel de aluminio reflectante, diseñada para reducir el impacto térmico de un disparo de prueba de ocho minutos de duración.

#### Integración y ensamblaje
Después de que cada estructura haya recibido su aplicación TPS, las estructuras principales comienzan a ensamblarse. La primera etapa de esta integración se conoce como unión delantera, en la que el faldón delantero, el tanque LOx y el intertanque se atornillan mediante sus bridas adaptadoras en la célula D del edificio 110 del MAF. Estos elementos no se unen inmediatamente al depósito de hidrógeno líquido, sino que se someten a un importante trabajo de equipamiento antes de ser girados de nuevo a una configuración horizontal.Tras la posterior preparación del depósito de LH2 y de la unión delantera, estas dos estructuras se integran, convirtiéndose en una estructura conocida como los "cuatro quintos". Los trabajos en esta fase incluyen los cierres TPS en las secciones de las bridas, que dan a la fase la apariencia de tener rayas.En este punto, los trabajos continúan para preparar los cuatro quintos para su unión a la sección del motor. Las tareas incluyen la instalación del túnel de sistemas, un tendido de cables visible en el exterior de la etapa, las líneas de alimentación LOx, el colector LH2 y la finalización de los trabajos en el interior del intertanque, donde se aloja el equipo de aviónica.
|                                                                              |
| Primer acoplamiento de la unión delantera, tanque LOx e intertanque, de CS-2 |

|                                            |
| Finalizada la unión hacia delante del CS-2 |

|                                                            |
| CS-2 "cuatro quintos" justo después del apareamiento mayor |

|                                                       |
| CS-2 con todas las estructuras principales integradas |

|                 |
| CS-1 completado |

#### Procedimiento de integración revisado
Los procedimientos para la unión principal final en la producción de una etapa central son diferentes para los dos primeros elementos de producción en comparación con los siguientes. En las etapas 1 y 2, los cuatro quintos se ensamblaron horizontalmente en la Michoud Assembly Facility. En cambio, en las etapas posteriores, los cuatro quintos se transportarán al Centro Espacial Kennedy de Florida, donde se unirán a la sección del motor, habiéndose trasladado ambos elementos a la High Bay 2 del Edificio de Ensamblaje de Vehículos. Boeing planea tener cada parte del vehículo lo más completa posible antes de integrarlas, lo que permitirá terminar las etapas principales con un trabajo mínimo en el High Bay. Una vez terminadas, las etapas se almacenarán en las antiguas celdas de almacenamiento y revisión del Tanque Externo del Transbordador Espacial, a la espera de ser apiladas con el resto de un vehículo SLS.

## Historia

### Orígenes
La etapa central, al igual que el resto del Sistema de Lanzamiento Espacial, tiene sus raíces en la Ley de Autorización de la NASA de 2010, que decretó que la NASA construyera un vehículo de lanzamiento de carga pesada capaz de elevar 70 toneladas de carga a la órbita baja terrestre para 2017. En respuesta a este requisito, el Marshall Spaceflight Center (MSFC) inició una serie de estudios destinados a proporcionar una base sobre la que el cuartel general de la NASA decidiera una arquitectura de vehículo de lanzamiento adecuada. Estos estudios incluyeron una competición abierta entre tres equipos: uno que investigaba diseños derivados del transbordador espacial, otro que investigaba grandes cohetes propulsores alimentados con hidrocarburos y otro que estudiaba vehículos modulares basados en los Evolved Expendable Launch Vehicles.Finalmente, el resultado preferido de estos estudios fue una arquitectura derivada del transbordador espacial que se parecía tanto a la propuesta de diseño del National Launch System-1 de los años 90como al Space Launch System actual. Sin embargo, este concepto incluía una etapa central derivada e idéntica en longitud al tanque externo del transbordador espacial. También contaba con sólo tres motores RS-25, en lugar de cuatro. Sin embargo, esta propuesta fue rechazada por el administrador de la NASA, Charles Bolden, que solicitó un diseño que pudiera evolucionar hasta ser capaz de elevar 130 toneladas métricas a órbita. En agosto de 2011, la producción del tanque externo en MAF, contratada por Lockheed Martin, había terminado, con el despido de trabajadores y el desmantelamiento del utillaje. Al mismo tiempo, Boeing inició proyectos no solicitados, basados en el utillaje que había adquirido para el cohete Ares I, ya desaparecido. Boeing había sido seleccionada para fabricar la etapa superior del Ares I, y la Ley de Autorización de la NASA de 2010 ordenaba a la NASA que continuara con los contratos firmados para el Ares I en la medida de lo posible. En septiembre de 2011, se presentó un concepto de diseño definitivo para la etapa central del SLS. Debía tener 8,4 metros de diámetro, ser más larga que el tanque externo del transbordador espacial y estar propulsada por cuatro motores RS-25, una configuración muy similar a la de la etapa central tal y como se construyó.
La Ley de Autorización de la NASA de 2010 ordenaba a la NASA que, siempre que fuera factible, reutilizara piezas y contratistas de los programas Space Shuttle y Constellation. Para ello, el contrato de fabricación de las dos primeras etapas principales del SLS se adjudicó inicialmente en 2012 a Boeing en virtud de una modificación (la número 96) del contrato existente de las etapas Ares. El contrato base había responsabilizado a Boeing de la entrega de la etapa superior del Ares I; la modificación cambió por completo el requisito para abarcar las necesidades de las dos etapas centrales. Esta modificación era una acción indefinida que no especificaba el alcance del trabajo que Boeing debía completar.

#### Maduración del diseño
En diciembre de 2012, la etapa central del SLS superó su Revisión de Diseño Preliminar, un hito de revisión.Durante varios años, continuó la maduración del diseño del Sistema de Lanzamiento Espacial en su conjunto y de la etapa central. En 2013, se tomó la decisión de cambiar la estructura de la etapa principal de la aleación de aluminio-litio 2195 utilizada en el tanque superligero, la versión definitiva del tanque externo del transbordador espacial, y la etapa superior del Ares 1, a una aleación más dura 2219.El uso extensivo de la aleación ligera 2195 en el tanque superligero se había reducido durante la producción del tanque debido a las dificultades con la fragilidad y el mayor coste de mantenimiento. Un estudio comercial de la NASA concluyó que el cambio a la aleación 2219 reduciría la capacidad de carga útil del cohete en 3 t (6.600 lb) pero reduciría su coste en 30 millones de dólares por vuelo.A lo largo de 2013, la Michoud Assembly Facility comenzó a prepararse para la producción de las etapas centrales, recibiendo gran parte del utillaje para su fabricación.

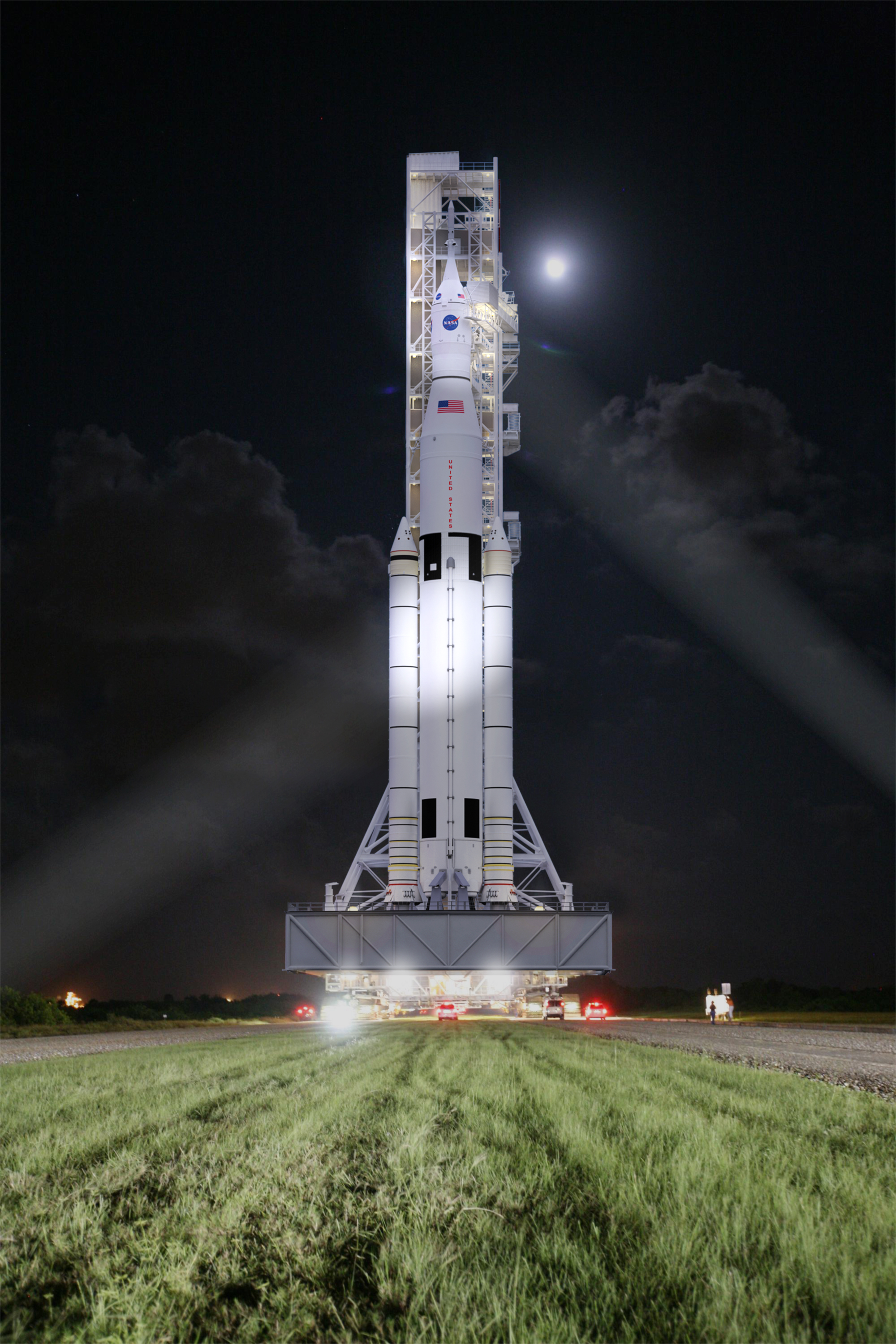
El desaparecido esquema de pintura en blanco y negro de la etapa central antes de la revisión crítica del diseño del SLS.

En junio de 2014, la etapa central superó su revisión crítica de diseño, el último hito de diseño antes del inicio de la producción. Para entonces, el hardware ya estaba en producción para el primer artículo de vuelo. Ese mismo mes, la NASA negoció un contrato definitivo para las etapas del SLS con Boeing, como Modificación 127 del contrato existente para las etapas Ares. Este ajuste del contrato incluía la producción y entrega, en su totalidad, de las dos primeras etapas principales.
En primavera y verano de 2015, el Sistema de Lanzamiento Espacial en su conjunto pasó por su revisión crítica de diseño. Durante este período, la etapa central comenzó a ser representada sin pintar, en el color naranja natural de su sistema de protección térmica. Antes de la revisión crítica del diseño, la etapa se había mostrado pintada de blanco y negro en un esquema que recordaba al Saturno V.

#### Problemas de producción
Desde 2014, Boeing había empezado a experimentar una serie de problemas en el establecimiento de la producción del SLS que causaron importantes retrasos en el calendario. Una serie de tubos de combustible que habían sido contaminados antes de la entrega por el proveedor provocó la decisión de volver a inspeccionar todos los tubos de la sección del motor, lo que causó un retraso de varios meses. El Centro de Ensamblaje Vertical, una herramienta crítica en la fabricación de los tanques de propulsante de la etapa central, se instaló inicialmente de forma incorrecta, de manera que la herramienta no era capaz de levantar correctamente los componentes de la etapa en su posición. Cuando se descubrió el defecto en septiembre de 2014, fue necesario reconstruir completamente el VAC.Más tarde, los problemas de soldadura encontrados a lo largo de 2016 causarían más problemas. Durante la fabricación de los artículos Weld Confidence, que ponían a prueba las tecnologías de unión utilizadas en la fabricación de la etapa de núcleo, se detectaron dos problemas: se formaban pequeños huecos en el material unido y se formaban pequeñas grietas en el "pin" de soldadura, el elemento de una herramienta de soldadura por fricción-agitación cuya rotación, análoga a la de una broca, proporciona energía con la que unir dos superficies. Este último problema provocaba frecuentes roturas de los pasadores, que requerían su extracción, tras haberse alojado en el sustrato de aluminio. Los equipos de Boeing decidieron modificar el diseño del pasador para reducir la frecuencia de rotura. Sin embargo, cuando los elementos se soldaban con los nuevos pasadores rediseñados, tendían a presentar aleatoriamente secciones de baja resistencia, que aparecían en aproximadamente uno de cada quince (6,7%) paneles de prueba investigados tras descubrirse la deficiencia. Este problema se resolvió finalmente volviendo al diseño original de los pasadores.En febrero de 2017 se produjeron nuevos retrasos a causa de un tornado en la Michoud Assembly Facility, que dañó los edificios y retrasó la producción de la primera etapa central.

#### Primera campaña de lanzamiento
A través de estos problemas, a principios de 2020, la primera etapa central estaba completa y lista para trasladarse al Centro Espacial Stennis para la campaña de pruebas Green Run.Sin embargo, la etapa no evitaría más problemas. Los cierres de centros de trabajo en respuesta a la rápida propagación de la pandemia COVID-19 causaron meses más de retrasos,antes de que la prueba culminante de la etapa, el encendido en caliente, finalizara prematuramente debido a que varios parámetros de la prueba superaban sus límites designados, que se describieron como excesivamente conservadores.Posteriormente se tomó la decisión de repetir la prueba. La campaña Green Run finalizó en mayo de 2021, tras una exitosa prueba de fuego caliente, y la primera etapa central se envió al Centro Espacial Kennedy y se trasladó al Edificio de Ensamblaje de Vehículos, donde se sometió a trabajos adicionales antes de su integración como núcleo del primer SLS.

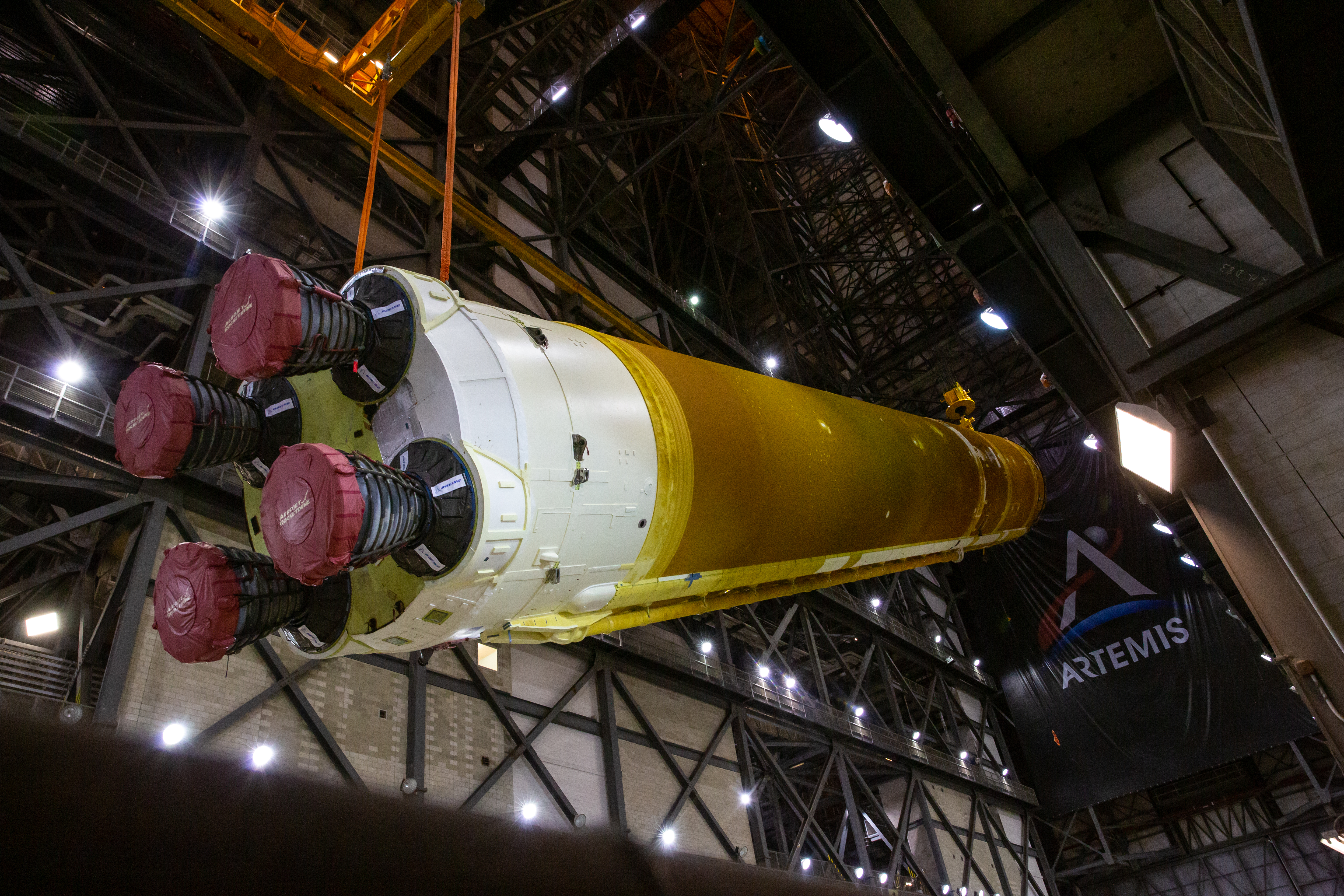
CS-1 levantado en el VAB para apilarlo delante de Artemis I

Tras un período de reparaciones en el sistema de protección térmica de la etapa central para subsanar los daños sufridos durante la campaña Green Run, la CS-1 fue rotada y apilada como elemento central del Sistema de Lanzamiento Espacial Artemis I.Posteriormente, participó en la campaña de pruebas de dicho vehículo, encontrando problemas relacionados con la conexión umbilical del mástil de servicio de cola de la etapa central, pero completando con éxito la secuencia. La primera etapa central voló en una misión con éxito el 16 de noviembre de 2022 antes de separarse sobre el Océano Pacífico.

#### Más allá de Artemis I
En el período 2023-24, la segunda etapa central, destinada a su primer lanzamiento tripulado en Artemis II, se integró en el Edificio 103 de la Michoud Assembly Facility, con sus motores totalmente instalados.La etapa central se trasladó entonces al Centro Espacial Kennedy en barcaza el 16 de julio de 2024,antes de comenzar la integración con el resto de la pila en la High Bay 2 del Edificio de Ensamblaje de Vehículos el 19 de diciembre de 2024.
En diciembre de 2022, Boeing tomó la decisión de dispersar parte del trabajo de producción de la etapa central a varios lugares, añadiendo la Instalación de Procesamiento de la Estación Espacial y la High Bay 2 del Edificio de Ensamblaje de Vehículos al flujo de producción del CS. La empresa declaró que el cambio se hizo para aumentar la capacidad de producción de las etapas principales, reducir el coste por unidad y permitir el almacenamiento de las etapas que no se necesitaran inmediatamente. Se hicieron proyecciones de reducciones de costes de hasta 50 millones de dólares por etapa como resultado del nuevo flujo, y Boeing declaró que el mayor uso podría permitirle producir dos etapas centrales al año.

#### Ampliación del contrato y reelaboración
La adquisición de la etapa central se ha ampliado para permitir la producción de más de las dos etapas pedidas originalmente, y se espera que una futura adjudicación de contrato transfiera las operaciones del Sistema de Lanzamiento Espacial y con ello la responsabilidad de la adquisición de la etapa central fuera de la NASA. En octubre de 2019, la NASA financió y autorizó el inicio de los trabajos de producción de la tercera etapa central, con la finalización de la opción de contrato completo en diciembre de 2022, lo que permite avanzar a escala completa hacia la producción de la cuarta etapa central y aclarar la financiación tanto de la tercera como de la cuarta. En julio de ese año, la NASA también anunció su intención de transferir las operaciones del Sistema de Lanzamiento Espacial a Deep Space Transport LLC, una empresa conjunta del fabricante de la etapa central Boeing y el proveedor de propulsores Northrop Grumman en virtud del Contrato de Producción y Operaciones de Exploración. Deep Space Transport se encargaría de operar el SLS para la NASA, y también estaría autorizada a comercializar el cohete a otros clientes. El contrato no estaba abierto a la competencia, ya que los licitadores alternativos habrían tenido que establecer nuevas líneas de producción para las etapas del cohete, incluida la etapa central, para cuya puesta en marcha se estimó que se necesitarían hasta 10 años.

## Lista de etapas
| Etapa | Asignación del motor       | Estado | Fecha de vuelo          | Notas |
| ----- | -------------------------- | --- | ----------------------- | --- |
| STA   | N/A                        | Sólo elementos estructurales, pruebas completas.                                                                           |                         | 5 segmentos fueron probados cada uno por separado, nunca unidos. Los tanques de propulsante estallaron a propósito como parte de las pruebas.        |
| CS-1  | E2045, E2056, E2058, E2060 | Volado en Artemis I. | 16 de noviembre de 2022 | Utilizado para 2 disparos de prueba "Green Run" en el Centro Espacial Stennis.                                                                       |
| CS-2  | E2047, E2059, E2062, E2063 | Completado y en fase de preparación para el lanzamiento en el Centro Espacial Kennedy                                      | NET Septiembre 2025     | |
| CS-3  | E2048, E2054, E2057, E2061 | En fabricación en Michoud Assembly Facility; sección de motores en Kennedy Space Center Space Station Processing Facility. | NET Septiembre 2026     | Primera etapa de núcleo con integración de sección de motores prevista en Kennedy Space Center.Utiliza tanque de LH2 originalmente destinado a CS-1. |
| CS-4  | E2044, E2050, E2051, E2052 | En fabricación. | NET septiembre 2028     | |
| CS-5  |                            | Adquisición de artículos de larga duración.                                                                                | NET Septiembre de 2029  | Primera etapa central adquirida por Deep Space Transport en lugar de por la NASA.Primera etapa central con motores RS-25 Production Restart.         |
| CS-6  |                            | Adquisición de artículos de larga duración.                                                                                |                         | |

† E2062 y E2063 son motores nuevos ensamblados a partir de piezas sobrantes del programa del transbordador espacial, algunas ya voladas.